# ناتئ رهابي
النَّاتِئُ الرَّهابِيّ أو الرَّهابَة (بالإنجليزية: Xiphoid process أو xiphisternum) هي عبارة عن بروز غضروفي يمتد من الجزء السفلي لعظمة القص، وغالباً ما تتعظم في الإنسان البالغ. تعرف أحياناً بالناتئ الخنجري لعظمة القص. كلاً من الكلمتين Xiphoid المشتقة من اليونانية وensiform المشتقة من اللاتينية تعنيان «شبيه بالسيف».

## التركيب
تقع الرهابة عند مستوى الفقرة الصدرية التاسعة والقطاع الجلدي السادس.

### النمو
في الأطفال حديثي الولادة والرضع خاصة النحيلين منهم، قد يُرى ويُحس الناتئ الرهابي على أنه كتلة أسفل الشق القصي.
في سن 15 إلى 29، عادة ما يلتحم الناتئ الرهابي بجسم القص بمفصل ليفي. يعتبر المفصل الليفي من المفاصل غير المتحركة، بعكس المفاصل حرة الحركة أو المفاصل الزلالية التي تشمل أكبر مفاصل الجسم. يبدأ تعظم الناتئ الرهابي حول سن الأربعين.

### التنوع
قد يكون الناتئ الرهابي منقسماً أو متشعباً وفي بعض الأحيان قد يكون مثقوباً.
هذه الفروق في التشكل تكون وراثية، والتي من الممكن أن تساعد لم شمل أفراد أسرةٍ ما معاً عند التعامل مع بقايا مدفونة.
وكل تلك الاختلافات المورفولوجية لا تشكل أية مخاطرٍ صحية، ولكنها ببساطة اختلاف في الشكل.

### الحيوانات الأخرى
في الطيور، توجد الرهابة على هيئة تركيب طويل وغالباً ما تتبع اتجاه رافدة القص.

## الأهمية الطبية
عند إجراء الإنعاش القلبي والرئوي يجب تجنب الضغط على الرهابة، لأن ذلك قد يؤدي لكسرها مما قد يحدث ثقب وتمزقات في الحجاب الحاجز. بالإضافة إلى أنه قد يؤدي لثقب الكبد الأمر الذي يؤدي لحدوث نزيف قاتل.
وجع الرهابة (بالإنجليزية:Xiphoidalgia) هي متلازمة تتميز بحدوث ألم وإيلام لعظمة القص. في حين تصف بعض المصادر أن ذلك الاضطراب نادر الحدوث، إلا إن البعض الآخر يشير إلى أنه أمر شائع الحدوث نسبياً ولكن يتم تجاهله من قبل الأطباء. تشمل الأعراض آلام في البطن، آلام في الصدر، الغثيان، ويشع الألم إلى الظهر والرقبة والكتفين. رفع الأشياء الثقيلة أو الصدمة إلى الصدر قد يكونا سبب هذا الاضطراب العضلي الهيكلي وقد يتفاقم الألم عن طريق الانحناء أو الالتواء. استخدام الحقن لمخدرة والستيرويدات شائع لعلاج هذه الحالة الطبية. أقدم حالة معروفة لذلك الاضطراب موثقة في عام 1712.
بعد سن الأربعين، قد يلاحظ الشخص الناتئ الرهابي المتعظم ويعتقد بوجود خللٍ ما به.
بزل التأمور(بالإنجليزية: Pericardiocentesis).هو إجراء يتم فيه بزل غشاء التامور من أجل استحضار عينة من السائل التأموري. غالباً ما يتم استخدام الرهابة كمعلم تشريحي عند إجراء البزل.

## التسمية
كلمة xiphoid مشتقة من الكلمة اليونانية xiphos والتي تعني سيف مستقيم، حيث تشبه الرهابة طرفه إلى حدٍ ما. الناتئ الرهابي هي ترجمة لprocessus xiphoides باللاتينية. كتابات الطبيب اليوناني جالينوس تشير إلى Os xyphoides وهي ترجمة لكلمة ξιφοειδές ὀστοῦν. كلا من الكلمتين Os باللاتينية الكلاسيكية وὀστοῦν باليونانية تعنيان عظم، في حين أن ξιφοειδές تعني شبيه السيف.

## صور إضافية

مكان الناتئ الرهابي (مبين باللون الأحمر). Animation.
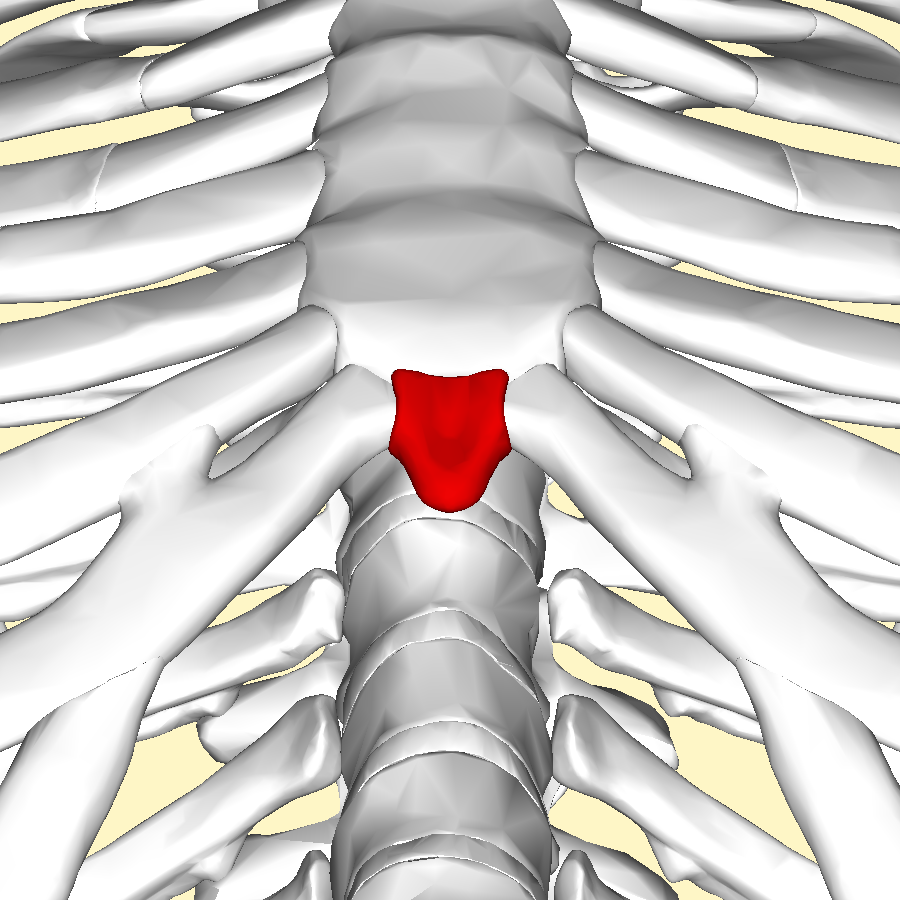
تقريب.
شكل الناتئ الرهابي. Animation.